# Tao Tsuchiya
Tao Tsuchiya (土屋 太鳳, Tsuchiya Tao, née le 3 février 1995) est une actrice, mannequin, compositrice et chanteuse japonaise, représentée par l'agence Sony Music Artist.

## Biographie
Tao Tsuchiya manifeste très tôt un intérêt marqué pour la chorégraphie et les arts musicaux. Dès ses 3 ans, elle pratique la danse classique ainsi que le nihon-buyō 日本舞踊 (Nihon buyō).
Elle est diplômée de l'université Japan Women's College of Physical Education (日本女子体育大学, Nihon joshi taiiku daigaku), où elle s'est spécialisée dans la danse.
Elle fait ses débuts dans le monde du divertissement en tant que mannequin pour des spots publicitaires pour le compte de la société Capcom, dans le cadre du lancement du jeu vidéo We Love Golf! en 2007.
En parallèle à cette activité, elle devient la mannequin attitrée du magazine japonais Hana*chu→ (ja) en 2008,. Cette même année, elle débute dans le monde du cinéma avec le film Tokyo Sonata de Kiyoshi Kurosawa où elle campe le personnage de Mika.
Retenue au cours d'une audition rassemblant plus de 2 020 femmes, Tao Tsuchiya interprète le rôle titre de l'asadora Mare. Le programme est diffusé sur la chaîne NHK dès le 30 mars 2015.
En 2016, elle se lance dans le doublage via l'adaptation anime du manga Erased 僕だけがいない街 (Boku dake ga inai machi) où elle interprète la jeune Satoru Fujinuma.
Courant 2016, pour la commercialisation au Japon du titre Alive de l'autrice-compositrice-interprète australienne Sia, Tao Tsuchiya apparaît dans le clip où elle réalise la chorégraphie.
En 2018, elle décroche le rôle de Kasane Fuchi dans le film Kasane (累－かさね－), d'après le manga La voleuse de visage. Ce tournage exige de longues heures d'entraînement de la part de la comédienne, notamment pour maîtriser les chorégraphies,.
Cette même année, elle entame sa première tournée mondiale en participant à la comédie musicale Pluto, inspirée du manga éponyme. Elle y tient deux rôles majeurs : celui d'Uran et d'Helena, des cyborgs. La distribution comporte également Mirai Moriyama (Astro) et Shunsuke Daitō (Gesicht).
En 2021, elle prête sa voix à Shion dans le film d'animation Sing a Bit of Harmony (アイの歌声を聴かせて, Ai no utagoe o kikasete) ; elle interprète également certaines chansons du long-métrage.
En 2025, elle s'essaie au théâtre avec Macbeth, où elle tient le rôle de Lady Macbeth face à Tatsuya Fujiwara (Macbeth) et Yūsuke Hirose (Macduff).
Artiste polyvalente, sa notoriété et son succès à l'étranger relèvent avant tout de ses différents rôles emblématiques au cinéma ou à la télévision : Makimachi Misao dans la série de films Rurouni Kenshin, Mai Nakahara dans The 8-Year Engagement, Koharu dans The Cinderella Addiction ou Yuzuha Usagi dans Alice in Borderland.

## Vie privée
Tao Tsuchiya est mariée depuis le 1er janvier 2023 à Katayose Ryota, chanteur du groupe Generations from Exile Tribe. Le couple annonce la naissance de son premier enfant la même année.
Certains membres de sa famille sont également présents dans l'industrie du divertissement : sa sœur aînée Honoka Tsuchiya est mannequin et son frère cadet Shimba Tsuchiya est comédien et seiyū.

## Filmographie

### Cinéma
| Année | Titre                                | Rôle                              | Réalisateur         |
| ----- | ------------------------------------ | --------------------------------- | ------------------- |
| 2008  | Tokyo Sonata                         | Mika Kurosu                       | Kiyoshi Kurosawa    |
| 2009  | Tsurikichi Sanpei                    | Yuri Takayama                     | Yōjirō Takita       |
| 2010  | Ultraman Zero: The Revenge of Belial | Princess Emerana Luludo Esmeralda | Yuichi Abe          |
| 2011  | The Legacy of the Sun                | Sū-chan                           | Kiyoshi Sasabe      |
| 2012  | Hatenu Mura no Mina                  | Kanna Matsushita                  | Naoki Segi          |
| 2013  | Arcana                               | Maki / Satsuki                    | Yoshitaka Yamaguchi |
| 2013  | Suzuki Sensei: The Movie             | Somi Ogawa                        | Hayato Kawai        |
| 2013  | Sekiseki Renren                      | Juri                              | Kazuya Konaka       |
| 2014  | Rurouni Kenshin: Kyoto Inferno       | Makimachi Misao                   | Keishi Ōtomo        |
| 2014  | Rurouni Kenshin: The Legend Ends     | Makimachi Misao                   | Keishi Ōtomo        |
| 2014  | The Werewolf Game: The Beast Side    | Yuka Kabayama                     | Izuru Kumasaka      |
| 2015  | Orange                               | Naho Takamiya                     | Kōjirō Hashimoto    |
| 2015  | Library Wars: The Last Mission       | Marie Nakazawa                    | Shinsuke Satō       |
| 2016  | Gold Medal Man                       | Midori Yokoi                      | Teruyoshi Uchimura  |
| 2016  | Yell for the Blue Sky                | Tsubasa Ono                       | Takahiro Miki       |
| 2017  | Policeman and Me                     | Kako Motoya                       | Ryūichi Hiroki      |
| 2017  | Tori Girl                            | Yukina Toriyama                   | Tsutomu Hanabusa    |
| 2017  | My Brother Loves Me Too Much         | Setoka Tachibana                  | Hayato Kawai        |
| 2017  | The 8-Year Engagement                | Mai                               | Takahisa Zeze       |
| 2018  | Le Garçon d'à côté                   | Shizuku Mizutani                  | Shō Tsukikawa       |
| 2018  | Kasane - La Voleuse de visage        | Nina Tanzawa and Kasane           | Yūichi Satō         |
| 2018  | Waiting for Spring                   | Mitsuki Haruno                    | Yūichirō Hirakawa   |
| 2019  | Whistleblower                        | Nanako Misawa                     | Katsuo Fukuzawa     |
| 2020  | Food Luck                            | Shizuka Takenaka                  | Jimon Terakado      |
| 2021  | Jump!! The Heroes Behind the Gold    | Yukie Nishikata                   | Ken Iizuka          |
| 2021  | The Cinderella Addiction             | Koharu Fukuura                    | Ryōhei Watanabe     |
| 2021  | Rurouni Kenshin: The Final           | Makimachi Misao                   | Keishi Ōtomo        |
| 2021  | Every Trick in the Book              | Nahomi Torikai                    | Hideta Takahata     |
| 2022  | What to Do with the Dead Kaiju?      | Yukino Amane                      | Satoshi Miki        |
| 2023  | Matched                              | Rinka                             | Eiji Uchida         |

### Télévision(dramas et animes)
| Année     | Titre                              | Rôle                              | Chaîne de diffusion |
| --------- | ---------------------------------- | --------------------------------- | ------------------- |
| 2010      | Ryōmaden                           | Otome Sakamoto (adolescente)      | NHK                 |
| 2011      | Ohisama                            | Hana Kimura                       | NHK                 |
| 2011      | Ouran High School Host Club        | Renge Houshakuji                  | TBS                 |
| 2011      | Suzuki Sensei                      | Somi Ogawa                        | TV Tokyo            |
| 2012      | Ultraman Retsuden                  | Princess Emerana Luludo Esmeralda | TV Tokyo            |
| 2012      | Chūshingura: Sono Gi Sono Ai       | Yae Isaka                         | TV Tokyo            |
| 2012      | Miss Double Faced Teacher          | Shiori Matsumoto                  | TBS                 |
| 2013      | Limit                              | Chieko Kamiya                     | TV Tokyo            |
| 2013      | Mayonaka no Panya-san              | Nozomi Shinozaki                  | NHK BS Premium      |
| 2014      | Konya wa Kokoro Dake Daite         | Miu Masaoka                       | NHK BS Premium      |
| 2014      | Hanako to Anne                     | Momo Ando                         | NHK                 |
| 2015      | Mare                               | Mare Tsumura                      | NHK                 |
| 2015      | Downtown Rocket                    | Rina Tsukuda                      | TBS                 |
| 2015      | Toshokan Sensō                     | Marie Nakazawa                    | TBS                 |
| 2016      | Whose Is the Cuckoo's Egg?         | Kazami Hida                       | Wowow               |
| 2016      | Omukae desu                        | Sachi Aguma                       | NTV                 |
| 2016      | IQ246: The Cases of a Royal Genius | Sōko Watō                         | TBS                 |
| 2018      | We Are Rockets!                    | Wakaba Fujitani                   | TBS                 |
| 2018      | Downtown Rocket Season 2           | Rina Tsukuda                      | TBS                 |
| 2019      | Castle of Sand                     | Rieko Naruse                      | Fuji TV             |
| 2019      | Dream Stage                        | Tsubasa Ozawa                     | NTV/YTV             |
| 2019      | W's Tragedy                        | Mako Watsuji                      | NHK BS Premium      |
| 2020      | Bones of Steel                     | Moe Nomura                        | Wowow               |
| 2020–2022 | Alice in Borderland                | Yuzuha Usagi                      | Netflix             |
| 2022      | Involvement in Family Affairs      | Sato Shinohara                    | Fuji TV             |

### Doublage

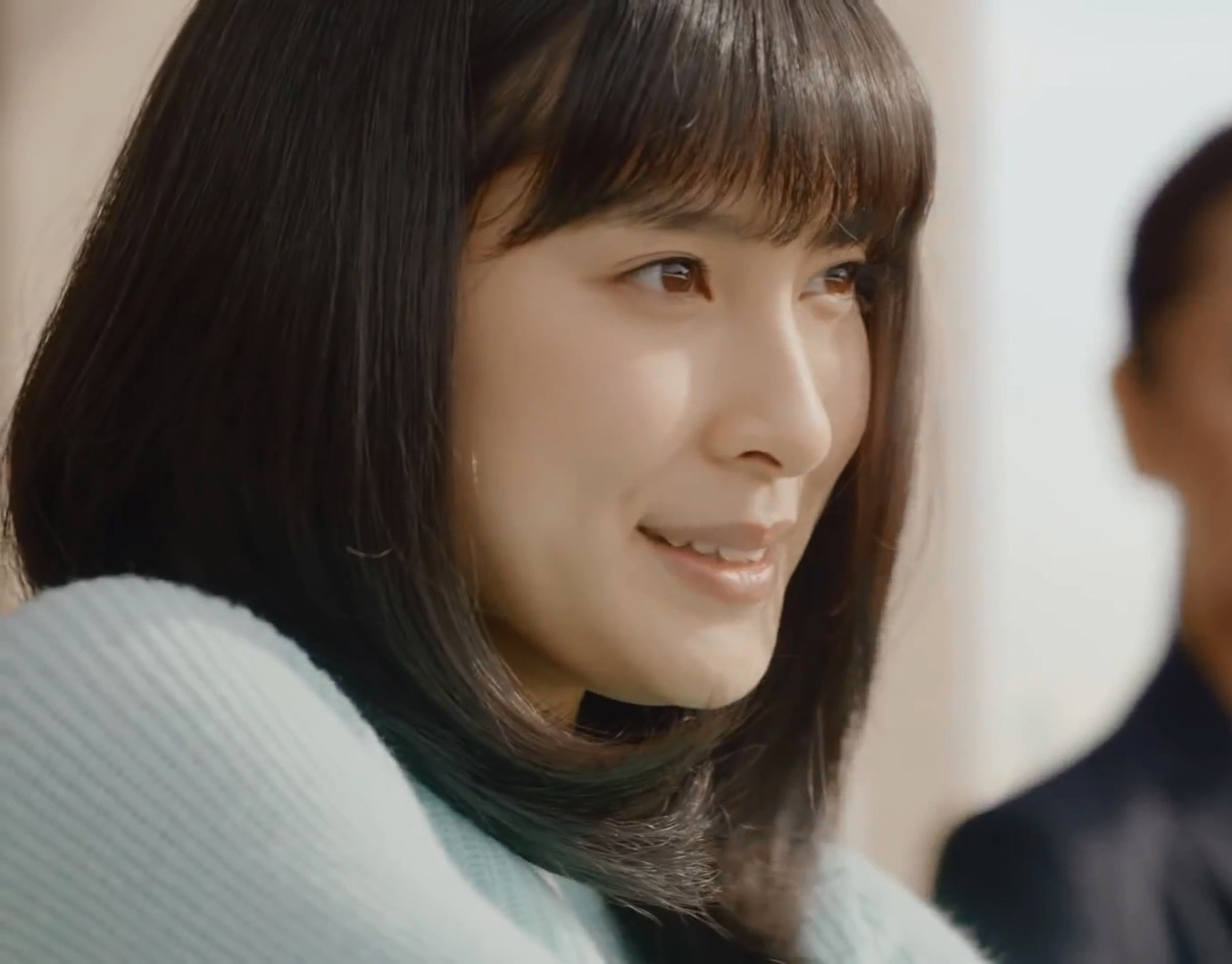
Tsuchiya en 2016, année où l'actrice assure les doublages dErased et Ballerina.

| Année | Titre                 | Rôle                     |
| ----- | --------------------- | ------------------------ |
| 2016  | Erased                | Satoru Fujinuma à 10 ans |
| 2016  | Ballerina             | Félicie                  |
| 2018  | Bumblebee             | Charlie Watson           |
| 2021  | Sing a Bit of Harmony | Shion Ashimori           |

### Clips musicaux
| Année | Artiste   | Chanson                |
| ----- | --------- | ---------------------- |
| 2016  | Sia       | Classical Music Mashup |
| 2016  | GReeeeN   | Dream                  |
| 2019  | Lang Lang | Alive                  |

### Scénographie
| Année       | Titre                    | Rôle              |
| ----------- | ------------------------ | ----------------- |
| 2018        | Pluto                    | Uran / Helena     |
| 2020 - 2021 | Roman Holiday            | La Princesse Anne |
| 2023        | The Miracle of Pinocchio |                   |
| 2025        | Macbeth                  | Lady Macbeth      |

## Discographie

### Chansons et collaborations
| Année | Titre             | Notes                                                  |
| ----- | ----------------- | ------------------------------------------------------ |
| 2017  | Felicies          | Chanson du film Ballerina                              |
| 2018  | Anniversary       | Collaboration avec Takumi Kitamura de Dish//           |
| 2021  | Lead Your Partner | Chanson dans le film d'animation Sing a Bit of Harmony |
| 2021  | Umbrella          | Chanson dans le film d'animation Sing a Bit of Harmony |
| 2021  | You Got Friends   | Chanson dans le film d'animation Sing a Bit of Harmony |
| 2022  | Rules             | Collaboration avec Taiking de Suchmos                  |

### Magazines
- Hana*chu→, Shufunotomo (Mannequin attitré de de mai 2008 à juin 2010)

### Photobooks
- Tsubomi 1 (13 octobre 2011),  (ISBN 9784838723492)[15]
- Document (3 février 2015),  (ISBN 9784863364561)[16]
- Marezora (16 septembre 2015, NHK),  (ISBN 9784140553473)[17]

## Nominations
| Année | Prix[réf. nécessaire]                         |
| ----- | --------------------------------------------- |
| 2016  | 39e édition du Japan Academy Film Prize       |
| 2016  | 40e édition de l'Élan d'Or                    |
| 2016  | 41e édition du Prix Hōshi du cinéma           |
| 2018  | 41e édition du Japan Academy Film Prize       |
| 2018  | 41e édition du Prix Nikkan Sports Film        |
| 2018  | 43e édition du Prix Hōshi du cinéma           |
| 2021  | 3e édition du Prix Asia Content               |
| 2022  | 112e édition du Prix Television Drama Academy |